# Тридесет и втори пехотен загорски полк
Тридесет и втори пехотен загорски полк е български пехотен полк, формиран през 1900 година и взел участие в Балканската (1912 – 1913), Междусъюзническата (1913), Първата (1915 – 1918) и Втората световна война (1941 – 1945).

## Формиране
Тридесет и втори пехотен загорски полк е формиран в Елена под името Осми пехотен резервен полк на 10 февруари 1900 съгласно указ №9 от 1 януари 1899 година в състав четири пехотни и една погранична рота. На 29 декември 1903 година с указ № 84 на княз Фердинанд I се развръща от една в две дружини и се преименува на 32-ри пехотен загорски полк. На 3 септември 1904 година се установява на гарнизон в Нова Загора и е част от състава на 2-ра бригада на 3-та пехотна балканска дивизия

## Балкански войни (1912 – 1913)
Полка взема участие в обсадата на Одрин. Води сражение при село Куруджикьой, Чаталджа, Еникьой, Сапунджилар, Бегчели и други.
През Междусъюзническата война (1913) се сражава при река Галик, Кукуш, Демир Хисар, Рупелското дефиле и други.

## Първа световна война (1915 – 1918)
Полкът взема участие в Първата световна война (1915 – 1918) в състава на 2-ра бригада от 3-та пехотна балканска дивизия.
При намесата на България във войната полкът разполага със следния числен състав, добитък, обоз и въоръжение:
| Числен състав                                        | Добитък   | Обоз                                                     | Въоръжение                           |
| ---------------------------------------------------- | --------- | -------------------------------------------------------- | ------------------------------------ |
| Офицери: 61, Чиновници: 4 Подофицери и войници: 4785 | Коне: 655 | Обикновени коли: 101 Товарни коли: 215 Специални коли: 6 | Пушки и карабини: 3586 Картечници: 4 |

През 1915 година полкът води битки при Гюешево, планината Руен, река Морава, планината Кукавиза и Гниляне. На следващата година се сражава при върховете Кукуруз, Ковил и Преслап, а после при Димова поляна, Баховски рид и други. През май 1917 е изпратен при Добро поле. На 1 август 1917 в местността „Оборище“ от кадъра на 11-и пехотен сливенски, 24-ти пехотен черноморски, 29-и пехотен ямболски и 32-ри пехотен загорски полк (4-та дружина) се формира 80-и пехотен полк. От 1918 води сражения в района на град Щип, Баховския рид и други.
Полкът е разформиран на 31 юли 1919 година.

## Втора световна война (1941 – 1945)
Във връзка с Втора световна война (1941 – 1945) полкът е формиран на 19 февруари 1941 година в град Ямбол от частите на 29-и пехотен ямболски полк. Това е направено съгласно лично поверително служебно писмо № 0582 от 16 февруари от командира на 3-та пехотна балканска дивизия. В периода (23 февруари 1941 – 16 юли 1941) е на югоизточната българска граница, след което се завръща и е разформирован. Формиран е отново на 7 май 1944 година на основание лично поверително служебно писмо № IV-M-353 в ямболското село Козарево, пак от състава на ямболския полк и е дислоциран в района на село Дибич. През септември се завръща в Елхово, където е допълнен численият му състав и заминава за фронта.
Взема участие в двете фази на заключителния етап на войната в състава на 12-а пехотна дивизия. С дивизията се сражава при Прищина, чифлика „Еланта“, Шомодсентмиклош, Чаковец и други. На 1 август 1945 е демобилизиран, разформирован и слят с ямболския полк.

## Наименования
През годините полкът носи различни имена според претърпените реорганизации:
- Осми пехотен резервен полк (10 февруари 1900 – 29 декември 1903)
- Тридесет и втори пехотен загорски полк (29 декември 1903 – 31 юли 1919, 19 февруари 1941 – 16 юли 1941)
- Тридесет и втори пехотен полк (7 май 1944 – 1 август 1945)
- Сто и двадесет и втори пехотен полк (1945)

## Командири
Званията са към датата на заемане на длъжността.
| № | звание       | име                 | дати                          |
| - | ------------ | ------------------- | ----------------------------- |
|   | Полковник    | Георги Драгиев      | към 1904                      |
|   | Полковник    | Петър Балевски      | 1912 – 1913                   |
|   | Подполковник | Тодор Златев        | 1913 (временно)               |
|   | Подполковник | Стефан Йосифов      | 1915 – 1917                   |
|   | Подполковник | Марко Андреев       | 30 юни 1916 – 30 ноември 1916 |
|   | Подполковник | Иван Бангеев        | Първа световна война          |
|   | Подполковник | Петър Йонков        | Първа световна война          |
|   | Полковник    | Константин Станишев | 1943 – 30 септември 1944      |
|   | Подполковник | Александър Попов    | от 1944 г.                    |
|   | Подполковник | Георги Мънгов       | от 1945 г.                    |